# Françoise M'Pika
Françoir M'Pika (sinh ngày 21 tháng 5 năm 1956) là một vận động viên chạy nước rút người Congo. Bà đã thi đấu ở nội dung 100 mét nữ tại Thế vận hội Mùa hè 1984.